# Danh sách tiểu hành tinh: 12901–13000
| Tên                 | Tên đầu tiên | Ngày phát hiện       | Nơi phát hiện                      | Người phát hiện                                        |
| ------------------- | ------------ | -------------------- | ---------------------------------- | ------------------------------------------------------ |
| 12901 -             | 1998 RF50    | 14 tháng 9 năm 1998  | Socorro                            | LINEAR                                                 |
| 12902 -             | 1998 RW52    | 14 tháng 9 năm 1998  | Socorro                            | LINEAR                                                 |
| 12903 -             | 1998 RK57    | 14 tháng 9 năm 1998  | Socorro                            | LINEAR                                                 |
| 12904 -             | 1998 RB65    | 14 tháng 9 năm 1998  | Socorro                            | LINEAR                                                 |
| 12905 -             | 1998 RJ72    | 14 tháng 9 năm 1998  | Socorro                            | LINEAR                                                 |
| 12906 -             | 1998 RS72    | 14 tháng 9 năm 1998  | Socorro                            | LINEAR                                                 |
| 12907 -             | 1998 RV79    | 14 tháng 9 năm 1998  | Socorro                            | LINEAR                                                 |
| 12908 -             | 1998 SG25    | 22 tháng 9 năm 1998  | Anderson Mesa                      | LONEOS                                                 |
| 12909 Jaclifford    | 1998 SK58    | 17 tháng 9 năm 1998  | Anderson Mesa                      | LONEOS                                                 |
| 12910 Deliso        | 1998 SP59    | 17 tháng 9 năm 1998  | Anderson Mesa                      | LONEOS                                                 |
| 12911 Goodhue       | 1998 SQ59    | 17 tháng 9 năm 1998  | Anderson Mesa                      | LONEOS                                                 |
| 12912 Streator      | 1998 SR60    | 17 tháng 9 năm 1998  | Anderson Mesa                      | LONEOS                                                 |
| 12913 -             | 1998 SR130   | 16 tháng 9 năm 1998  | Socorro                            | LINEAR                                                 |
| 12914 -             | 1998 SJ141   | 16 tháng 9 năm 1998  | Socorro                            | LINEAR                                                 |
| 12915 -             | 1998 SL161   | 16 tháng 9 năm 1998  | Socorro                            | LINEAR                                                 |
| 12916 Eteoneus      | 1998 TL15    | 13 tháng 10 năm 1998 | Caussols                           | ODAS                                                   |
| 12917 -             | 1998 TG16    | 13 tháng 10 năm 1998 | Đài thiên văn Zvjezdarnica Višnjan | K. Korlević                                            |
| 12918 -             | 1998 UF21    | 29 tháng 10 năm 1998 | Višnjan Observatory                | K. Korlević                                            |
| 12919 Tomjohnson    | 1998 VB6     | 11 tháng 11 năm 1998 | Catalina                           | CSS                                                    |
| 12920 -             | 1998 VM15    | 10 tháng 11 năm 1998 | Socorro                            | LINEAR                                                 |
| 12921 -             | 1998 WZ5     | 20 tháng 11 năm 1998 | Nachi-Katsuura                     | Y. Shimizu, T. Urata                                   |
| 12922 -             | 1998 WW19    | 27 tháng 11 năm 1998 | Woomera                            | F. B. Zoltowski                                        |
| 12923 Zephyr        | 1999 GK4     | 11 tháng 4 năm 1999  | Anderson Mesa                      | LONEOS                                                 |
| 12924 -             | 1999 RK21    | 7 tháng 9 năm 1999   | Socorro                            | LINEAR                                                 |
| 12925 -             | 1999 SN4     | 29 tháng 9 năm 1999  | Đài thiên văn Zvjezdarnica Višnjan | Đài thiên văn Zvjezdarnica Višnjan                     |
| 12926 Brianmason    | 1999 SO9     | 27 tháng 9 năm 1999  | Takapuna                           | J. L. Schiff, C. J. Schiff                             |
| 12927 Pinocchio     | 1999 SU9     | 30 tháng 9 năm 1999  | San Marcello                       | M. Tombelli, L. Tesi                                   |
| 12928 Nicolapozio   | 1999 SV9     | 30 tháng 9 năm 1999  | San Marcello                       | A. Boattini, G. Forti                                  |
| 12929 -             | 1999 TZ1     | 2 tháng 10 năm 1999  | Fountain Hills                     | C. W. Juels                                            |
| 12930 -             | 1999 TJ6     | 2 tháng 10 năm 1999  | Đài thiên văn Zvjezdarnica Višnjan | K. Korlević, M. Jurić                                  |
| 12931 Mario         | 1999 TX10    | 7 tháng 10 năm 1999  | Gnosca                             | S. Sposetti                                            |
| 12932 Conedera      | 1999 TC12    | 10 tháng 10 năm 1999 | Gnosca                             | S. Sposetti                                            |
| 12933 -             | 1999 TC16    | 14 tháng 10 năm 1999 | Farra d'Isonzo                     | Farra d'Isonzo                                         |
| 12934 Bisque        | 1999 TH16    | 11 tháng 10 năm 1999 | Fountain Hills                     | C. W. Juels                                            |
| 12935 Zhengzhemin   | 1999 TV17    | 2 tháng 10 năm 1999  | Xinglong                           | Beijing Schmidt CCD Asteroid Program                   |
| 12936 -             | 2549 P-L     | 24 tháng 9 năm 1960  | Palomar                            | C. J. van Houten, I. van Houten-Groeneveld, T. Gehrels |
| 12937 -             | 3024 P-L     | 24 tháng 9 năm 1960  | Palomar                            | C. J. van Houten, I. van Houten-Groeneveld, T. Gehrels |
| 12938 -             | 4161 P-L     | 24 tháng 9 năm 1960  | Palomar                            | C. J. van Houten, I. van Houten-Groeneveld, T. Gehrels |
| 12939 -             | 4206 P-L     | 24 tháng 9 năm 1960  | Palomar                            | C. J. van Houten, I. van Houten-Groeneveld, T. Gehrels |
| 12940 -             | 4588 P-L     | 24 tháng 9 năm 1960  | Palomar                            | C. J. van Houten, I. van Houten-Groeneveld, T. Gehrels |
| 12941 -             | 4638 P-L     | 24 tháng 9 năm 1960  | Palomar                            | C. J. van Houten, I. van Houten-Groeneveld, T. Gehrels |
| 12942 -             | 6054 P-L     | 24 tháng 9 năm 1960  | Palomar                            | C. J. van Houten, I. van Houten-Groeneveld, T. Gehrels |
| 12943 -             | 6670 P-L     | 24 tháng 9 năm 1960  | Palomar                            | C. J. van Houten, I. van Houten-Groeneveld, T. Gehrels |
| 12944 -             | 6745 P-L     | 24 tháng 9 năm 1960  | Palomar                            | C. J. van Houten, I. van Houten-Groeneveld, T. Gehrels |
| 12945 -             | 9534 P-L     | 17 tháng 10 năm 1960 | Palomar                            | C. J. van Houten, I. van Houten-Groeneveld, T. Gehrels |
| 12946 -             | 1290 T-1     | 25 tháng 3 năm 1971  | Palomar                            | C. J. van Houten, I. van Houten-Groeneveld, T. Gehrels |
| 12947 -             | 3099 T-1     | 26 tháng 3 năm 1971  | Palomar                            | C. J. van Houten, I. van Houten-Groeneveld, T. Gehrels |
| 12948 -             | 4273 T-1     | 26 tháng 3 năm 1971  | Palomar                            | C. J. van Houten, I. van Houten-Groeneveld, T. Gehrels |
| 12949 -             | 4290 T-1     | 26 tháng 3 năm 1971  | Palomar                            | C. J. van Houten, I. van Houten-Groeneveld, T. Gehrels |
| 12950 -             | 4321 T-1     | 26 tháng 3 năm 1971  | Palomar                            | C. J. van Houten, I. van Houten-Groeneveld, T. Gehrels |
| 12951 -             | 1041 T-2     | 29 tháng 9 năm 1973  | Palomar                            | C. J. van Houten, I. van Houten-Groeneveld, T. Gehrels |
| 12952 -             | 1102 T-2     | 29 tháng 9 năm 1973  | Palomar                            | C. J. van Houten, I. van Houten-Groeneveld, T. Gehrels |
| 12953 -             | 1264 T-2     | 29 tháng 9 năm 1973  | Palomar                            | C. J. van Houten, I. van Houten-Groeneveld, T. Gehrels |
| 12954 -             | 2040 T-2     | 29 tháng 9 năm 1973  | Palomar                            | C. J. van Houten, I. van Houten-Groeneveld, T. Gehrels |
| 12955 -             | 2162 T-2     | 29 tháng 9 năm 1973  | Palomar                            | C. J. van Houten, I. van Houten-Groeneveld, T. Gehrels |
| 12956 -             | 2232 T-2     | 29 tháng 9 năm 1973  | Palomar                            | C. J. van Houten, I. van Houten-Groeneveld, T. Gehrels |
| 12957 -             | 2258 T-2     | 29 tháng 9 năm 1973  | Palomar                            | C. J. van Houten, I. van Houten-Groeneveld, T. Gehrels |
| 12958 -             | 2276 T-2     | 29 tháng 9 năm 1973  | Palomar                            | C. J. van Houten, I. van Houten-Groeneveld, T. Gehrels |
| 12959 -             | 3086 T-2     | 30 tháng 9 năm 1973  | Palomar                            | C. J. van Houten, I. van Houten-Groeneveld, T. Gehrels |
| 12960 -             | 4165 T-2     | 29 tháng 9 năm 1973  | Palomar                            | C. J. van Houten, I. van Houten-Groeneveld, T. Gehrels |
| 12961 -             | 4262 T-2     | 29 tháng 9 năm 1973  | Palomar                            | C. J. van Houten, I. van Houten-Groeneveld, T. Gehrels |
| 12962 -             | 4297 T-2     | 29 tháng 9 năm 1973  | Palomar                            | C. J. van Houten, I. van Houten-Groeneveld, T. Gehrels |
| 12963 -             | 5485 T-2     | 30 tháng 9 năm 1973  | Palomar                            | C. J. van Houten, I. van Houten-Groeneveld, T. Gehrels |
| 12964 -             | 1071 T-3     | 17 tháng 10 năm 1977 | Palomar                            | C. J. van Houten, I. van Houten-Groeneveld, T. Gehrels |
| 12965 -             | 1080 T-3     | 17 tháng 10 năm 1977 | Palomar                            | C. J. van Houten, I. van Houten-Groeneveld, T. Gehrels |
| 12966 -             | 1102 T-3     | 17 tháng 10 năm 1977 | Palomar                            | C. J. van Houten, I. van Houten-Groeneveld, T. Gehrels |
| 12967 -             | 3105 T-3     | 16 tháng 10 năm 1977 | Palomar                            | C. J. van Houten, I. van Houten-Groeneveld, T. Gehrels |
| 12968 -             | 3261 T-3     | 16 tháng 10 năm 1977 | Palomar                            | C. J. van Houten, I. van Houten-Groeneveld, T. Gehrels |
| 12969 -             | 3482 T-3     | 16 tháng 10 năm 1977 | Palomar                            | C. J. van Houten, I. van Houten-Groeneveld, T. Gehrels |
| 12970 -             | 4012 T-3     | 16 tháng 10 năm 1977 | Palomar                            | C. J. van Houten, I. van Houten-Groeneveld, T. Gehrels |
| 12971 -             | 4054 T-3     | 16 tháng 10 năm 1977 | Palomar                            | C. J. van Houten, I. van Houten-Groeneveld, T. Gehrels |
| 12972 Eumaios       | 1973 SF1     | 19 tháng 9 năm 1973  | Palomar                            | C. J. van Houten, I. van Houten-Groeneveld, T. Gehrels |
| 12973 Melanthios    | 1973 SY1     | 19 tháng 9 năm 1973  | Palomar                            | C. J. van Houten, I. van Houten-Groeneveld, T. Gehrels |
| 12974 Halitherses   | 1973 SB2     | 19 tháng 9 năm 1973  | Palomar                            | C. J. van Houten, I. van Houten-Groeneveld, T. Gehrels |
| 12975 Efremov       | 1973 SY5     | 28 tháng 9 năm 1973  | Nauchnij                           | N. S. Chernykh                                         |
| 12976 Kalinenkov    | 1976 QK1     | 26 tháng 8 năm 1976  | Nauchnij                           | N. S. Chernykh                                         |
| 12977 -             | 1978 NC      | 10 tháng 7 năm 1978  | Palomar                            | E. F. Helin, E. M. Shoemaker                           |
| 12978 Ivashov       | 1978 SD7     | 16 tháng 9 năm 1978  | Nauchnij                           | L. V. Zhuravleva                                       |
| 12979 Evgalvasilʹev | 1978 SB8     | 16 tháng 9 năm 1978  | Nauchnij                           | L. V. Zhuravleva                                       |
| 12980 -             | 1978 VO3     | 6 tháng 11 năm 1978  | Palomar                            | E. F. Helin, S. J. Bus                                 |
| 12981 -             | 1978 VP3     | 7 tháng 11 năm 1978  | Palomar                            | E. F. Helin, S. J. Bus                                 |
| 12982 -             | 1979 MS5     | 25 tháng 6 năm 1979  | Siding Spring                      | E. F. Helin, S. J. Bus                                 |
| 12983 -             | 1979 OH1     | 24 tháng 7 năm 1979  | Palomar                            | S. J. Bus                                              |
| 12984 Lowry         | 1979 QF2     | 22 tháng 8 năm 1979  | La Silla                           | C.-I. Lagerkvist                                       |
| 12985 -             | 1980 UW1     | 31 tháng 10 năm 1980 | Palomar                            | S. J. Bus                                              |
| 12986 -             | 1981 DM2     | 28 tháng 2 năm 1981  | Siding Spring                      | S. J. Bus                                              |
| 12987 -             | 1981 EF2     | 5 tháng 3 năm 1981   | La Silla                           | H. Debehogne, G. DeSanctis                             |
| 12988 -             | 1981 EC5     | 2 tháng 3 năm 1981   | Siding Spring                      | S. J. Bus                                              |
| 12989 -             | 1981 EV9     | 1 tháng 3 năm 1981   | Siding Spring                      | S. J. Bus                                              |
| 12990 -             | 1981 EB17    | 6 tháng 3 năm 1981   | Siding Spring                      | S. J. Bus                                              |
| 12991 -             | 1981 EN21    | 2 tháng 3 năm 1981   | Siding Spring                      | S. J. Bus                                              |
| 12992 -             | 1981 EZ22    | 2 tháng 3 năm 1981   | Siding Spring                      | S. J. Bus                                              |
| 12993 -             | 1981 EP27    | 2 tháng 3 năm 1981   | Siding Spring                      | S. J. Bus                                              |
| 12994 -             | 1981 ET27    | 2 tháng 3 năm 1981   | Siding Spring                      | S. J. Bus                                              |
| 12995 -             | 1981 EY27    | 2 tháng 3 năm 1981   | Siding Spring                      | S. J. Bus                                              |
| 12996 -             | 1981 EV28    | 1 tháng 3 năm 1981   | Siding Spring                      | S. J. Bus                                              |
| 12997 -             | 1981 EV29    | 2 tháng 3 năm 1981   | Siding Spring                      | S. J. Bus                                              |
| 12998 -             | 1981 EB43    | 2 tháng 3 năm 1981   | Siding Spring                      | S. J. Bus                                              |
| 12999 Toruń         | 1981 QJ2     | 30 tháng 8 năm 1981  | Anderson Mesa                      | E. Bowell                                              |
| 13000 -             | 1981 QK3     | 25 tháng 8 năm 1981  | La Silla                           | H. Debehogne                                           |